# Expressway 50 (Südkorea)
Der Expressway 50 , auch bekannt als Yeongdong Expressway (kor. 영동고속도로, Yeongdong Gosok Doro), ist eine Schnellstraße in Südkorea. Die Autobahn ist eine Ost-West-Route durch den Norden des Landes, von der westlichen Küstenstadt Incheon, südlich von Seoul bis nach Gangneung an der Ostküste. Es ist die nördlichste Küsten zu Küsten Autobahn von Südkorea. Die Autobahn ist 234 Kilometer lang.

## Straßenbeschreibung

### Metropolregion Seoul
Die Autobahn beginnt auf der Ostseite von Incheon, einer Stadt mit 2,6 Millionen Einwohnern westlich von Seoul. Die Autobahn beginnt an einer Kreuzung mit dem Expressway 110, einer der drei Autobahnen zwischen Incheon und Seoul. Der Expressway 50 läuft in den ersten Teilen in Richtung Süden und hat 2 × 3 Fahrspuren. Die Autobahn biegt dann nach Osten und verläuft entlang nördlich der Stadt Ansan. Auf der Ostseite von Ansan ist eine Kreuzung mit dem Expressway 15, die westlichste Nord-Süd-Autobahn des Landes die von Seoul nach Gunsan führt. Die Autobahn führt durch ein bergiges Gebiet südlich von Gunpo entlang, einem Vorort von Seoul. Direkt im Süden ist Suwon, eine Stadt mit 1,1 Millionen Einwohnern. Östlich von Suwon hat die Autobahn 2 × 4 Fahrspuren und sie überquert den Expressway 1, die wichtigste Autobahn des Landes, die von Seoul nach Busan im Süden verläuft. Östlich dieses Knotens hat die Autobahn wieder 2 × 3 Fahrspuren und führt durch die Vororte von Seoul. Nach den Vororten wird die Autobahn auf 2 × 2 Fahrspuren verengt.

### Im Ost Südkoreas
Weiter östlich führt die Strecke durch ein flacheren Bereich und führt entlang der regionalen Stadt Icheon (nicht zu verwechseln mit Incheon), es wird dann der Expressway 35 überquert, die Nord-Süd-Strecke von Seoul nach Daejeon. Weniger als 15 Kilometern östlich kreuzt sie eine vierte Nord-Süd-Autobahn, den Expressway 45. Die Autobahn führt hier südlich von Yeonju entlang und überquert zwei große Flüsse. Weiter östlich ist das Gebiet dünn besiedelt und es gibt nur wenige Städte. Außerhalb der Stadt Wonju überquert man den Expressway 55, die einzige Nord-Süd-Autobahn östlich von Seoul die nach Norden führt. Die Autobahn verläuft dann nach Daegu im Süden bis Chuncheon im Norden. Dieser Teil von Südkorea ist sehr gebirgig und der Expressway 50 folgt einem ziemlich breites Tal mit sehr steilen Bergen in beiden Richtungen. Die Autobahn führt durch Berge mit einer Höhe von 200 bis 600 Metern. Die Autobahn verläuft über relativ menschenleere und höher gelegene Gebiete. Der Expressway 50 endet in Gangneung auf einer großen Kreuzung mit dem Expressway 65, der östlichsten Nord-Süd-Autobahn des Landes.

## Geschichte
Der Expressway 50 ist eines der ersten großen Autobahn-Projekte in Südkorea. Der Bau begann am 3. März 1971 über 104 Kilometer zwischen Singal und Saemal, östlich von Seoul. An der Kreuzung Singal wurde der Expressway 1 angeschlossen. Am 1. Dezember des gleichen Jahres öffnete die gesamte Streckenabschnitt von 104 Kilometer, davon 104 Kilometer in nur neun Monaten gebaut, typisch für die Bau-Geschwindigkeit zu diesem Zeitpunkt. Am 26. März 1974 gingen 97 Kilometer von Saemal nach Gangneung an der Ostküste in Bau. Dieser Abschnitt wurde am 24. Oktober 1975 nach achtzehn Monaten Bauzeit fertiggestellt. Diese Streckenabschnitte waren weitgehend einspurig. Zwischen 1991 und 1999 wurde diese Straße auf 2 × 2 Spuren, darunter eine große Anzahl von zweiten Röhren durch Tunnel, erweitert. An einigen Stellen wurden völlig neue Tunnel gebaut.
Im Jahr 2010 und 2011 wurde ein Teil der Strecke in der Region Seoul auf 2 × 3, 2 × 4 und 2 × 5 Fahrspuren erweitert.

## Eröffnungsdaten der Autobahn
| von      | nach              | Länge   | Datum      |
| -------- | ----------------- | ------- | ---------- |
| Singal   | Saemal (1 × 2)    | 104 km  | 23.03.1971 |
| Singal   | Saemal (2 × 2)    | 104 km  | 01.12.1971 |
| Saemal   | Gangneung (1 × 2) | 97 km   | 26.03.1974 |
| Saemal   | Gangneung (2 × 2) | 97 km   | 14.10.1975 |
| Ansan    | Singal            | 23,2 km | 12.04.1988 |
| Seochang | Ansan             | 27,6 km | 20.11.1990 |

## Verkehrsaufkommen
Das Verkehrsaufkommen ist in den Ballungsgebieten sehr hoch, mit bis zu 170.000 Fahrzeugen pro Tag. Weiter östlich ist das Verkehrsaufkommen wesentlich geringer und zwar nur bei ca. 20.000 bis 50.000 Fahrzeuge pro Tag.

## Ausbau der Fahrbahnen
| von                    | nach                      | Länge | Fahrspuren |
| ---------------------- | ------------------------- | ----- | ---------- |
| Incheon                | Ansan                     | km    | 2 × 2      |
| Ansan                  | Ansan (Expressway 15)     | km    | 2 × 4      |
| Ansan (Expressway 15)  | Suwon                     | km    | 2 × 3      |
| Suwon                  | Singal (Expressway 1)     | km    | 2 × 4      |
| Singal (Expressway 1)  | Maseong                   | km    | 2 × 3      |
| Maseong                | Hobeop (Expressway 35)    | km    | 2 × 2      |
| Hobeop (Expressway 35) | Yeoju (Expressway 45)     | km    | 2 × 4      |
| Yeoju (Expressway 45)  | Gangneung (Expressway 65) | km    | 2 × 2      |